# NK Ilijaš
NK Ilijaš je klub iz Ilijaša u Bosni i Hercegovini. Trenutačno se natječe u Drugoj ligi FBIH – Centar.

## Povijest
Prema nekim podacima prva nogometna lopta stigla je 1920. godine, a donio ju je iz Italije neki strojar Doan. Već od 1925. godine nogomet u Ilijašu ima dosta pristalica. Tada se osniva prvi nogometni klub koji se zvao Radnički nogometni klub „Borac”.
Borac je s radom prestao po izbijanju Drugoga svjetskog rata, a u ljeto 1950. godine omladina Ilijaša osniva nogometni klub pod nazivom FK Nenad Tadić - Ilijaš. Godinu dana kasnije klub mijenja ime u FK Sloga Ilijaš. Poslije dvije godine spaja se s FK Lokomotiva iz Podlugova. U Podlugovima je već ranije djelovao klub Plamen. Imali su Podlugovčani i društvo za tjelesno učenje "Partizan", te fudbalski klub "Željezničar", a poslije "Lokomotivu", da bi se 23. srpnja 1952. godine rodila FK "Sloga" - Ilijaš, koja je pod tim imenom djelovala godinu dana. Novo ime je FK "Čelik" - Ilijaš - Podlugovi, a nastao je spajanjem "Sloge" Ilijaš i "Lokomotive" iz Podlugova.
Sloga se najduže zadržala u Regionalnoj ligi - grupa Jug, a bila je i u kvalifikacijama za Republičku ligu Bosne i Hercegovine, kada ju je izbacila momčad UNISA iz Vogošće.